# リフォーム (衣類)
リフォーム（reform）とは、手を加えて改良すること、作り直すことを意味する言葉。
服のお直し（仕立て直し）や修繕を意味する言葉としては、日本では森南海子が使ったことにより定着した。リフォームを専門とするお店のことをリフォーム・ショップと呼ぶ。